# Palermo
Palermo (siciliansk: Palermu eller Palemmu) er hovedbyen og hovedsæde for den italienske region Sicilien. Byen er også hovedbyen i provinsen Palermo.

## Historie
Palermo blev grundlagt af fønikerne og forblev fønikisk helt til første puniske krig (264 f.Kr. – 241 f.Kr.), da Sicilien blev erobret af romerne.
I det 9. århundrede, da muslimer invaderede Nordafrika, erobrede de Palermo i 831 og senere hele øen Sicilien i 965. Det var også muslimerne, som flyttede Siciliens hovedstad fra Syrakus til Palermo. I den muslimske periode var Palermo en vigtig handelsby.
Palermo blev erobret af normannerne i 1072 og blev hovedstaden i Kongeriget Sicilien; og indgik i 1194 i det Tysk-Romerske Rige. Sicilien og Palermo blev overdraget til Aragonien og i 1491 til Spanien. Kongeriget Siciliens forening med kongeriget Napoli til kongeriget Begge Sicilier i 1816 gjorde, at Palermo fik en sekundær betydning. Ved Siciliens tilslutning til Italien i 1860 genvandt Palermo som Siciliens hovedby sin tidligere vigtige position.